# Tenpózan óriáskerék
A Tenpózan 112,5 méter magas óriáskerék Oszakában (Japán) található.
1997. július 12-én nyitott a nagyközönség előtt. Ekkor a világ legmagasabb óriáskereke volt, ami 1999-ig, a 115 méteres Daikanransa óriáskerék megnyitásáig tartott. Mindkét óriáskerék átmérője 100 méteres, azonban a Daikanransa teljes magassága 2,5 méterrel nagyobb.
Utasai az Oszakai-öblöt és környékét láthatják be a levegőből. Kelet felé az Ikoma hegység, nyugatra az Akasi Kaikjó híd, délre a Kanszai nemzetközi repülőtér és északra a Rokko hegység is látható.
A hatvan kocsival felszerelt óriáskerék 17 perc alatt tesz meg egy fordulatot. Olyan jelzőfényekkel van fölszerelve, mely időjárás előrejelzést ad a következő napra vonatkozóan. A narancssárga fény napos, a zöld fény felhős, a kék fény pedig esős napot jelez.

## Fordítás
- Ez a szócikk részben vagy egészben  a   Tempozan Harbor Village Ferris wheel című angol Wikipédia-szócikk fordításán alapul.  Az eredeti cikk szerkesztőit annak laptörténete sorolja fel. Ez a jelzés csupán a megfogalmazás eredetét és a szerzői jogokat jelzi, nem szolgál a cikkben szereplő információk forrásmegjelöléseként.